# Фонологическая концепция Н. С. Трубецкого

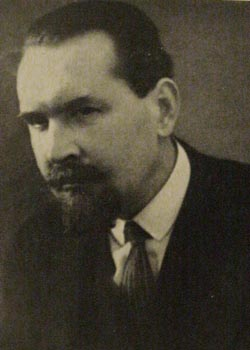
Н. С. Трубецкой

Фонологическая концепция Н. С. Трубецкого — одно из направлений в фонологии.

## Фонетика и фонология
В учении Трубецкого наука о звуках разделяется на фонологию и фонетику:
- фонология — «учение о звуках языка, общих и постоянных в сознании его носителей»;
- фонетика — учение о частном проявлении звуков языка в речи, имеющей одноактный характер.

Фонология и фонетика взаимосвязаны, так как без конкретных речевых актов не было бы языка. Речевой акт — установка связи между соссюровским «означаемым» и «означающиим».
Фонология изучает означающее в языке, которое состоит из определенного числа элементов, отличающихся друг от друга по звуковым проявлениям и имеющих смыслоразличительную функцию, соотношения различительных элементов и правила их сочетания. Признаки звука, не имеющие смыслоразличительного значения, для фонологии не существенны. Фонология — это наука о системе языка, лежащей в основе всех речевых актов.
Фонетика изучает физические, артикуляционные одноактные явления. Это наука о материальной стороне звуков человеческой речи.
В звуках выделяются три аспекта: выражение, обращение, сообщение. К сфере фонологии относится только третий, репрезентативный аспект — сообщение. Репрезентативный аспект разделяется на три части, предметом которых является соответственно:
- кульминативная функция языка (указывающая, какое количество единиц, то есть слов, словосочетаний, содержится в предложении);
- делимитативная функция (указывающая границу между двумя единицами: словосочетаниями, словами, морфемами);
- дистинктивная, или смыслоразличительная функция, наиболее важная для фонологии, способствует различению значащих единиц.

## Учение об оппозициях
Основным для смыслоразличения является понятие оппозиции — противостояния по смысловыявляющему признаку. Фонологическая единица — «член фонологической оппозиции».

### Классификация оппозиций
По отношению ко всей системе оппозиций:
- по «дименсиональности» (квалитативный критерий):
  - одномерные — совокупность признаков, присущих обоим членам оппозиции не присуща больше никакому другому члену системы;
  - многомерные — «основания для сравнивания» двух членов оппозиции распространяется и на другие члены той же системы.
- по встречаемости (квантитативный критерий):
  - изолированные — члены оппозиции находятся в отношении, не встречающемся больше ни в какой другой оппозиции;
  - пропорциональные — отношение между членами тождественно отношению между членами другой или других оппозиций.

По отношению между членами оппозиций:
- привативные — один член отличается от другого наличием или отсутствием различительной черты — «коррелятивного признака». Например, звонкость (работа голосовых связок при артикуляции) — это наличие признака, а глухость (голосовые связки не работают) — это отсутствие признака;
- градуальные — члены оппозиции отличаются разной степенью одного и того же признака;
- эквиполентные — члены логически равноправны. Например, у фонем к и д привативным является противопоставление по звонкости — глухости, а эквиполентным — по месту образования.

По объёму различительной способности:
- постоянные — если действие различительного признака не ограничено
- нейтрализуемые — если в определенной позиции признак лишается фонологической значимости.

Фонемы, образующие одновременно пропорциональные, одномерные и привативные оппозиции, связаны наиболее тесно, и такая оппозиция является корреляцией.

## Понятие фонемы
Фонема по Трубецкому — кратчайшая фонологическая единица, разложение которой на более краткие единицы невозможно с точки зрения данного языка. Основная внутренняя функция фонемы — семантическая.
Фонема инвариантна, т. е. может реализовываться в ряде различных звуковых проявлений. Произносимый звук можно рассматривать как один из вариантов реализации фонемы.

### Фонема и вариант
В учении вводятся четыре правила различения фонем:
1. если в языке два звука в одной и той же позиции могут заменять друг друга, и при этом семантическая функция слова будет оставаться неизменной, то эти два звука являются вариантами одной фонемы;
2. если при замене в одной позиции звуков смысл слова меняется, то они не являются вариантами одной фонемы;
3. если два акустически родственных звука никогда не встречаются в одной и той же позиции, то являются комбинаторными вариантами одной фонемы;
4. если два акустически родственных звука никогда не встречаются в одной и той же позиции, но могут следовать друг за другом, как члены звукосочетания, притом в таком положении, где один из этих звуков может встречаться без другого, то они не являются вариантами одной фонемы.

### Фонема и сочетание
Для того чтобы установить полный состав фонем данного языка, необходимо отличать фонему от сочетания фонем. Трубецким были сформулированы правила монофонематичности и полифонематичности. Звукосочетание однофонемно, если:
1. его основные части не распределяются по двум слогам;
2. оно образуется посредством одного артикуляционного движения;
3. его длительность не превышает длительности других фонем данного языка;
4. потенциально однофонемные звуковые комплексы считаются фактически однофонемными, если они ведут себя как простые фонемы (т. е. встречаются в позициях, допускающих в иных случаях лишь единичные фонемы).